# آل صالح الرباش

تعديل مصدري - تعديل

آل صالح الرباش هي إحدى قرى عزلة  الوضيع بمديرية الوضيع التابعة لمحافظة أبين، بلغ تعداد سكانها 138 نسمة حسب تعداد اليمن لعام 2004.